# هان‌سو ریو
هان‌سو ریو (به کره‌ای: 류한수؛ زادۀ ۱ فوریهٔ ۱۹۸۸) کشتی‌گیر اهل کره جنوبی در دستهٔ سبک‌وزن کشتی فرنگی است. او دارندهٔ دو مقام قهرمانی مسابقات قهرمانی کشتی جهان در سال‌های ۲۰۱۳ و ۲۰۱۷، دو مدال طلای پیاپی در بازی‌های آسیایی ۲۰۱۴ و ۲۰۱۸ و نیز چهار مقام قهرمانی در مسابقات قهرمانی کشتی آسیا است.
هان‌سون ریو در دو دوره بازی‌های المپیک ۲۰۱۶ ریو و ۲۰۲۰ توکیو حضور داشت و به ترتیب به مقام‌های پنجم و هفتم رسید. او علی‌رغم موفقیت در مسابقات جهانی و آسیایی در المپیک‌ها با ناکامی همراه بود و مدالی کسب نکرد.

## المپیک ۲۰۱۶ ریو
هان‌سو ریو در سال ۲۰۱۶ میلادی در المپیک ریو در وزن ۶۶ کیلو حاضر بود که در دور اول تاماس لورینز از مجارستان را شکست داد اما در دور بعد از میهران هاروتیونیان کشتی‌گیر ارمنستانی شکست خورد و با توجه به حضور این کشتی‌گیر در فینال، به دیدار شانس مجدد رفت. او در مرحله شانس مجدد احمد صالح از مصر را شکست داد اما در دیدار رده‌بندی به رسول چونایف کشتی‌گیر آذربایجانی باخت و پنجم شد.

## مسابقات قهرمانی کشتی جهان ۲۰۱۷
هان‌سو ریو در وزن ۶۶ کیلو مسابقات قهرمانی کشتی جهان ۲۰۱۷ پاریس حاضر بود که کامران ممدوف از آذربایجان، فلاویو فریلور از سوئیس و کارن اصلانیان از ارمنستان، آرتم سورکوف از روسیه را شکست داد و به مرحله فینال رسید. در مرحله نهایی توانست با غلبه بر ماتیو برینتک لهستانیایی، مدال طلا را بدست آورد.